# 晉侯穌編鐘
晉侯穌編鐘是西周的青銅樂器，鑄於前9世纪中叶，具體年份有爭議，有厲王三十三年、宣王三十三年、宣王十三年等諸說。现多傾向為厲王三十三年。屬于晉獻侯，出土于山西省曲沃縣晉侯墓葬。全套共16件，其中14件為盜墓者盜掘，後由上海博物館從香港的古玩市場購得，现藏上海博物馆；2件為考古發掘出土，現藏山西博物院。

## 發現過程
山西省临汾市曲沃县曲村的附近，曾是晋国最早的都城所在地，有九代晋侯及夫人的墓葬。1992年12月，上海博物馆館長马承源在香港古玩市場中发现此套编钟14件，并根據銘文命名為“晉侯穌鐘”。1993年初，北京大学考古学系和山西省考古研究所对古墓進行抢救性发掘，得10数件青铜器，其中2件編鐘的铭文亦為凿刻，形制与14件晉侯穌鐘相同，銘文也可以连缀，证实這16件編鐘原出同墓。

## 形制
编钟大小不一，最大者高52厘米，最小者高22厘米，皆為甬鐘。

## 銘文
16件編鐘上均有銘文，為利器刻凿，刀痕明显，共355字。铭文可以连缀，完整记载晋侯稣受命討伐夙夷的過程。
铭文叙述周王三十三年，周王亲征东国、南国。晋侯稣（左鱼右木）奉命征伐夙夷。晋侯稣率领晋军奋勇作战。周王召见晋侯稣，亲赐马匹、美酒和弓箭。晋侯稣制作这套编钟以弘扬天子美德。

晋侯稣钟铭文所记载的战争，史籍中无从查考，对研究西周历史和晋国历史极为重要。此外铭文中的记时历日对西周的断代研究也有重要价值。

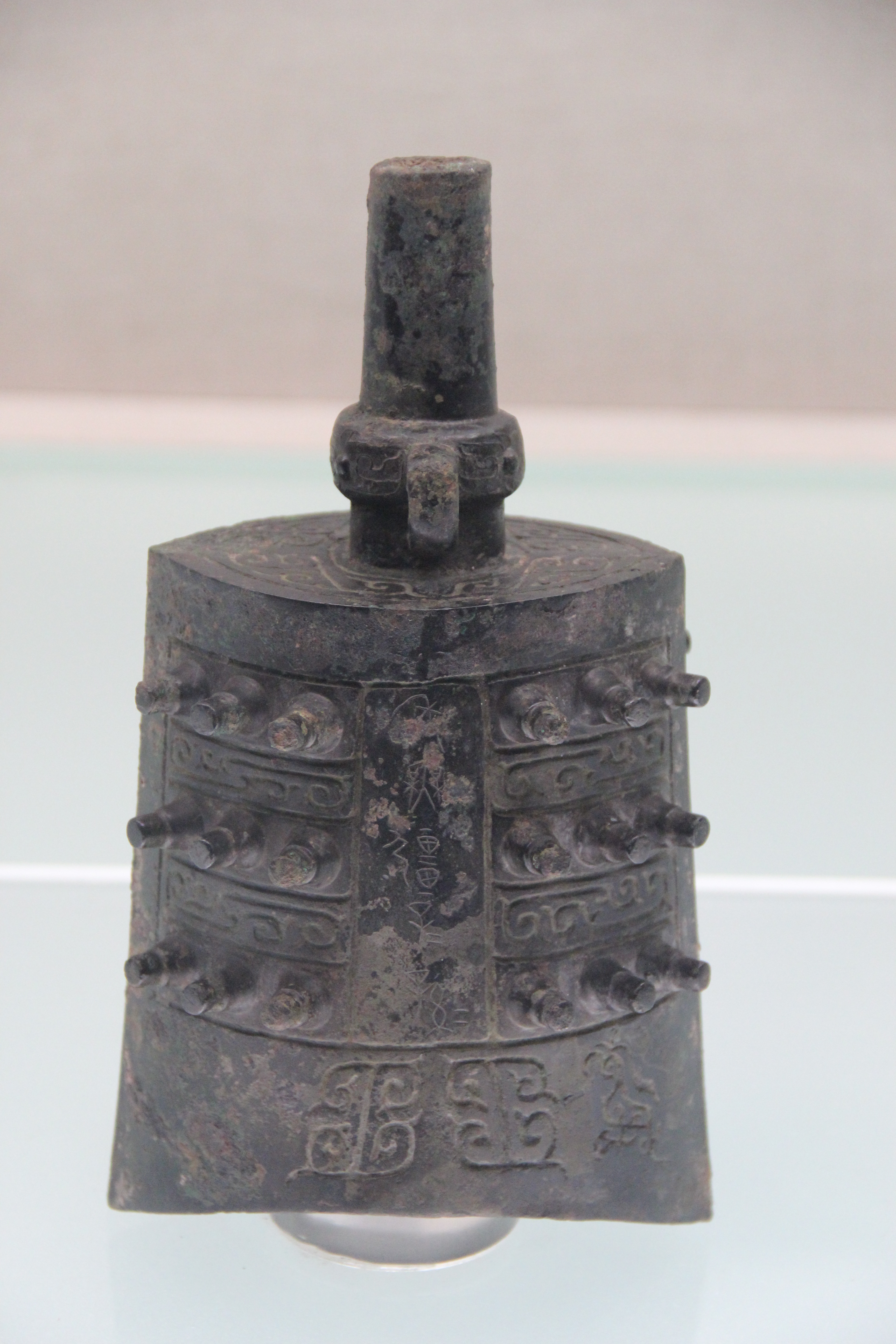
第15件编钟，刻有“年无疆，子子孙孙”
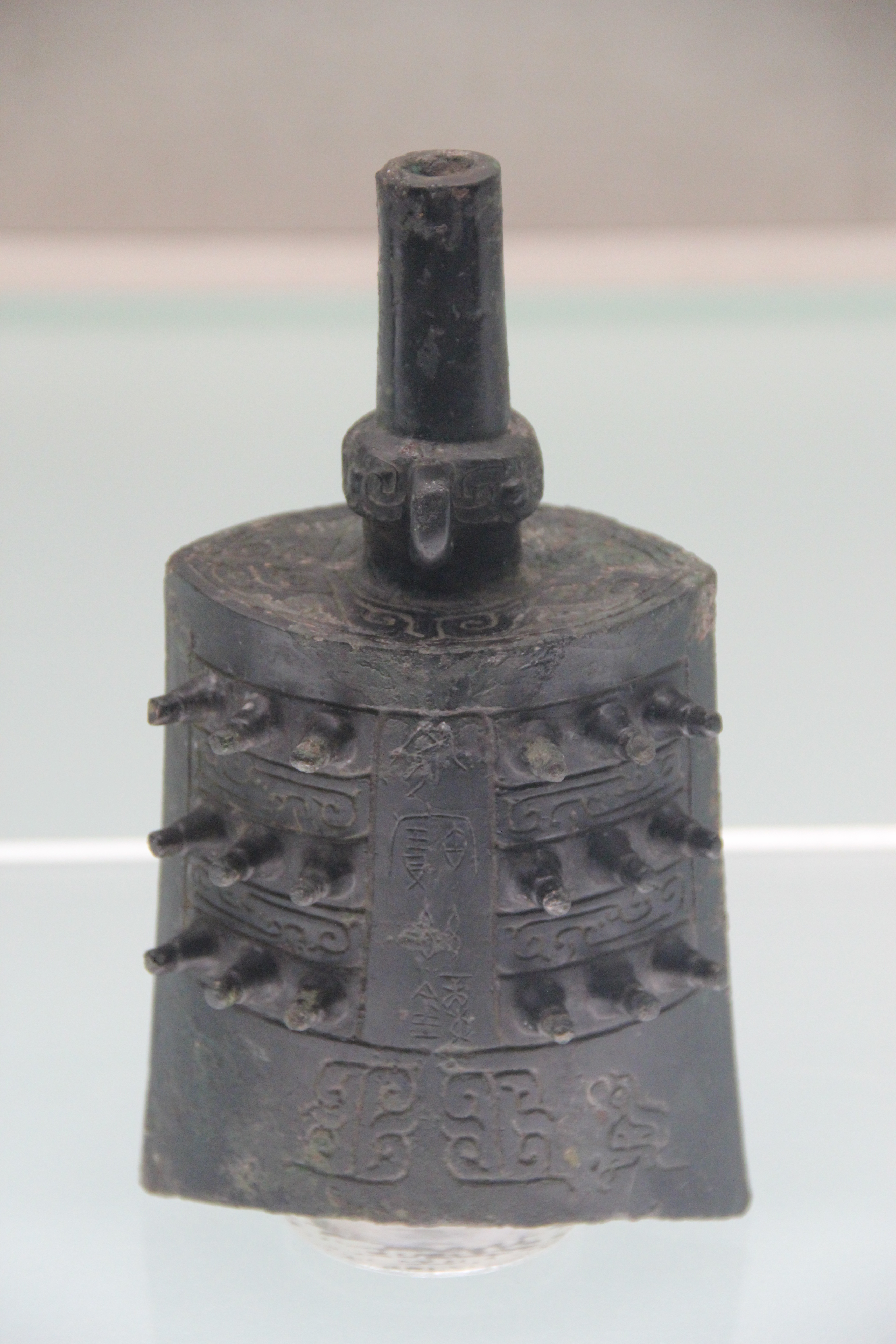
第16件编钟，刻有“永宝兹鐘”